# Partry
Partry is een plaats in het Ierse graafschap Mayo. De plaats telt ca 500 inwoners. Het dorpje ligt even ten noorden van het grote Lough Mask.